# 光澤 (光學)
光澤（英語：Gloss）是物质的一种光學性质，取決於一個表面在鏡面反射方向反射光的能力。光澤是形容一個物體的視覺外觀的重要參數。影響光澤度的因素包括材質的折射率、光的入射角以及表面的紋理。